# 사반의 십자가
《사반의 십자가》는 김동리가 1955년 《현대문학》에 연재한 소설이다.

## 개요
하나님을 중요하게 생각하는 예수와 현실참여를 중요하게 생각하는 사반을 대립시키는 구조를 갖고 있다. 한국인들의 수난사를 유대인들의 수난사를 통해 묘사한 것이 소설의 주제인데, 작가 김동리는 서문에서 십자가에서 죽어가면서 예수를 모독한 강도는 로마 제국의 압제를 받던 유대의 현실에 절망하면서 예수의 축사를 거부한 자라고 했다. 누가 복음서 저자가 예수를 모독한 강도와 옹호한 강도를 대비시켜서 예수의 무죄성과 죄인에 대한 관심을 강조했다면, 김동리는 예수를 모독한 강도에게서 유대인의 수난사를 발견한 것이다.
김동리는 신약성서를 소재로 했지만, 그리스도의 기적설화를 예수가 행동하는 메시아라는 증거로 해석한 복음서 저자들과는 달리, 주문으로 병을 고쳤다고 해석했다. 이는 한국의 전통종교인 무와 기독교간의 융화를 꾀하려는 작가의 의도가 담긴 해석이다.《무녀도》에서 전통종교와 근본주의성격의 보수 개신교간의 대립을 다뤘다면, 《사반의 십자가》에서는 예수를 야훼의 능력과 주문으로 병을 고치는 샤먼으로 해석함으로써, 샤머니즘과 기독교간의 융화를 꾀하려는 것이다. 그의 작품 중 하나인 《역마살》처럼 인간의 운명에 대한 작가의 해석이 담겨 있는 것도 작품의 특징인데, 막달라 마리아가 사반이 오빠라는 운명 때문에 사랑을 이루지 못한다든지, 사반이 동지들의 도움으로 감옥에서 탈옥하려 했으나 실패해, 죽음이라는 운명을 피하지 못하는 것이 그 예이다. 1981년 출판사의 권유로 개정되었다.

## 주요 등장인물

### 예수와 제자들
- 예수: 5살 때부터 자신이 하나님의 부름을 받을 것이라는 의식을 가져온 인물이다. 하나님의 나라와 뜻을 우선으로 생각하는 신본주의자. 자신의 정체성에 대해 의문을 갖고 고민한다.
- 가룟 유다: 혈맹단원으로 묘사되어 있다. 복음서에서 유다가 죄의식을 극복하지 못하고 자살할 정도로 연약한 남성으로 묘사되었다면, 소설 속에서는 사람들의 멸시를 받으면서까지 치부하는 물질숭배자로 나온다.
- 마태: 세리 출신 제자. 세리라는 직업때문에 곧 로마제국의 수탈을 돕는 일때문에 민중들의 멸시를 받았다. 그래서 예수가 마이너리티인 자신과 같이 먹고 마시자 직접 술을 따라드리며 기뻐한다.
- 베드로: 신실한 제자. 복음서 이야기와는 달리 소설에서는 제자들이 예수의 수난을 짐작하는데, 베드로는 끝까지 예수를 따르겠다고 한다. 도마 등의 다른 제자들처럼 그도 예수가 그리스도인지 의문을 갖는다.
- 마르다와 마리아: 예수를 존경하는 자매들.

### 사반과 친구들
- 사반: 혈맹단의 지도자이다. 민족해방을 생각하는 혁명가.
- 막달라 마리아: 사반의 여동생으로 고라신에서 업둥이로 발견되어 새어머니가 정성으로 키웠다. 고향은 막달라이다. 열정과 침착한 성격이 장점.
- 실바아: 사반의 아내이자, 점성술사 하닷의 외동딸이다. 영리한 머리와 침착한 성격이 장점이다.
- 스가랴, 도마, 야일 등의 혈맹단원. 이 중 도마는 예수의 제자임.
- 하닷: 점성술사, 혈맹단의 단사이다. 실바아의 아버지.
- 아굴라: 나바티야 왕국의 외교관이다. 자신의 안위만 생각하는 사람이라, 나중에는 관계를 맺었던 사반을 배신한다.

### 기타
- 그 외 기적전승 속의 주인공등이 등장.

## 줄거리
사반은 로마 제국에 대항하는 민족주의 단체인 혈맹단의 단장으로, 단사이자 점성술사인 하닷과 여러 단원들의 도움을 받고 있다. 민족주의자인 그는 예수라는 사람이 죽은 사람도 살렸다는 기적이야기를 듣고는 호기심을 보인다. 혈맹단의 단원인 사도들의 소개로 세리 마태의 집에서 예수를 만나지만, 예수가 자신과 같이 일할 사람이 아님을 알게 되었다. 혁명으로 로마 제국을 몰아내고 야훼를 믿는 유대 공동체 건설을 해야 한다고 주장하는 사반과 하나님의 뜻을 주장하면서 자신과 대립을 보이는 예수는 같이 일하기에는 너무 시선이 달랐다. 이러한 갈등은 사반, 예수 그리고 이름을 알 수 없는 강도가 십자가형으로 죽어가는 비참한 최후를 맞으면서도 계속된다. 만약 예수가 메시아라면 기적을 보일 것이라고 기대한 사반은 기적을 요구하지만, 예수는 하늘의 능력을 쓸 수 없다면서 거절했다. 결국 사반은 예수에 대한 기대가 깨진 절망속에서 숨을 거두고, 예수의 부활 사건이 일어난 지 얼마 후 부하들에 의해 그의 시체는 다볼산의 깊은 골짜기에 묻힌다. 그리고 그의 열정이 담긴 혈맹단은 전쟁경험이 없는 여성인 실바아(사반의 아내)가 지도할 수는 없는 일이라, 훗날을 기약하면서 해체된다. 출생의 비밀을 알게 된 짓궂은 운명과 로마제국의 폭력으로 두번이나 사랑에 실패한 막달라 여자 마리아는 갑자기 사라진다. 사람들은 그녀가 자살을 했을 것이라면서 추측할 뿐, 마리아의 행방은 알아내지 못한다.

## 배경
김동리는 자신의 작품에 대해서 다음과 같은 배경을 언급한다.
- 어려서부터 교회를 다녔고, 학교도 기독교계 학교를 다닌 기독교 성격의 성장환경
- 말조차도 자유롭게 하지 못하는 일제강점기의 한국인 수난사